# Бучки (Брянская область)
Бучки — деревня в Стародубском муниципальном округе Брянской области.

## География
Находится в южной части Брянской области на расстоянии приблизительно 27 км на восток-северо-восток от районного центра города Стародуб.

## История
Упоминалась с 1656 года. Входила в состав Бакланской сотни Стародубского полка (позднее Разумовского, Гудовичей и др.). В 1859 году здесь (деревня Стародубского уезда Черниговской губернии) было учтено 25 дворов, в 1892—44. В середине XX века работал колхоз «Красный боевик». До 2019 года входило в состав Гарцевского сельского поселения Стародубского района, с 2019 по 2020 в Меленское сельское поселение до его упразднения.

## Население
| 2010 | 2013 |
| ---- | ---- |
| 48   | ↘43  |

Численность населения: 203 человека (1859 год), 308 (1892), 96 человек в 2002 году (русские 99 %).